# Persona non grata (film 2005)
Persona non grata – polski film fabularny z 2005 roku, w reżyserii Krzysztofa Zanussiego.

## Fabuła
Głównym bohaterem filmu jest Wiktor Leszczyński, ambasador Polski w Urugwaju, dawny opozycjonista. Po śmierci Heleny, swojej żony, próbuje dowiedzieć się, czy romansowała z Olegiem, ich rosyjskim przyjacielem. Jego myśli zaprzątają również inne sprawy: pilotowanie transakcji zbrojeniowej i pogodzenie się z własną zmienioną sytuacją życiową.

## Obsada
- Zbigniew Zapasiewicz – Wiktor Leszczyński, ambasador RP w Urugwaju
- Nikita Michałkow – Oleg, wiceminister spraw zagranicznych Rosji
- Jerzy Stuhr – radca ambasady RP w Urugwaju, weteran służby dyplomatycznej PRL
- Daniel Olbrychski – wiceminister spraw zagranicznych RP, dawny opozycjonista
- Andrzej Chyra – Waldemar, konsul RP w Urugwaju, absolwent MGIMO
- Maria Bekker – Oksana, żona Waldemara
- Jacek Borcuch – Roman, boy hotelowy
- Halina Golanko – Helena Leszczyńska, żona Wiktora
- Remo Girone – Alfredo, konsul Włoch w Urugwaju
- Victoria Zinny – Luciana, żona konsula Włoch w Urugwaju
- Tadeusz Bradecki – inspektor
- Marcin Kwaśny – turysta
- Andriej Smirnow – asystent Olega
- Lech Łotocki – inspektor
- Olga Sawicka – panienka
- Eugeniusz Priwieziencew – asystent wiceministra

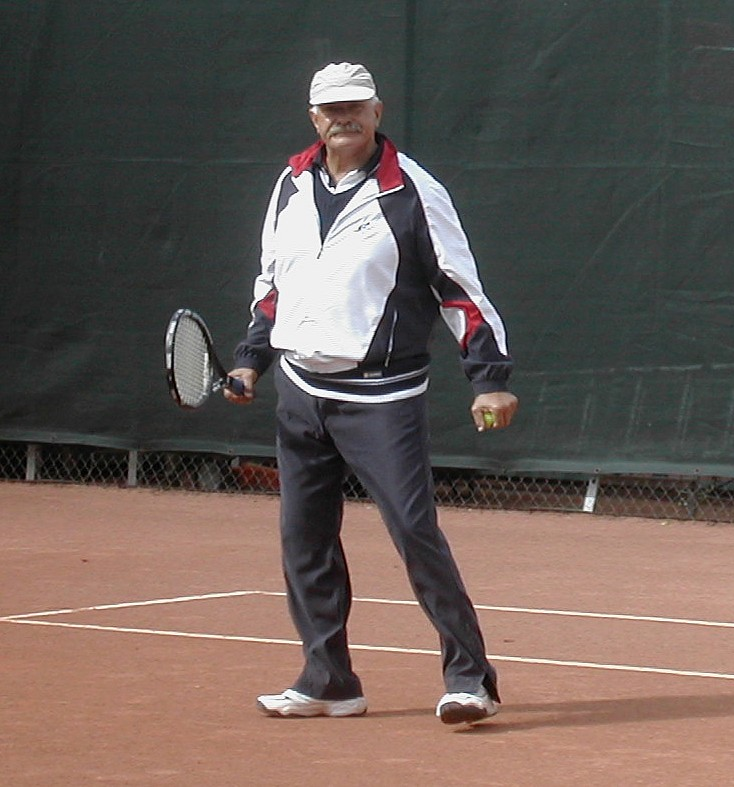
Nikita Michałkow na planie filmu w Moskwie, wrzesień 2004

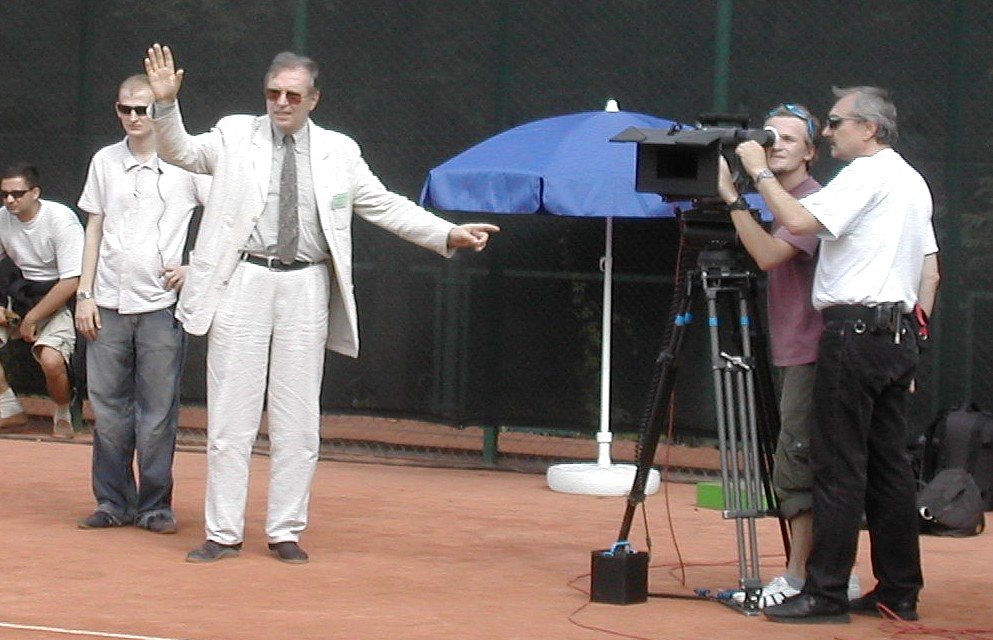
Krzysztof Zanussi podczas zdjęć do filmu na kortach MGU, wrzesień 2004

## Informacje dodatkowe
- Film kręcono w miejscach plenerowych takich, jak: Warszawa, Helenów, Urugwaj, Moskwa. Okres zdjęciowy trwał od września do listopada 2004.
- Ponieważ Michałkow nie brał udziału w zdjęciach do filmu w Ameryce Południowej, wszystkie sceny z jego udziałem, także te mające miejsce w Urugwaju, nakręcono w Polsce i w Rosji.
- Sceny mające miejsce w Ministerstwie Spraw Zagranicznych Rosji w rzeczywistości nakręcono w Hotelu "Ukraina" w Moskwie.
- W scenie na lotnisku w Montevideo pojawia się jako pasażer Jarosław Gugała, który był w rzeczywistości ambasadorem RP w Urugwaju w latach 1999–2003.
- Scenariusz filmowy powstawał z myślą o Z.Zapasiewiczu, J.Stuhrze i N.Michałkowie.
- Aktorzy, którzy zagrali w Persona non grata musieli być poddani pełnej dyscyplinie. Na planie były takie momenty, że pół sceny kręcono w Moskwie, a następne pół sceny w Urugwaju. Nie tylko trzeba było dobrze oswoić się z tekstem i zapanować nad improwizacją, ale także dbać o spójność gry i sceny.
- Głównym producentem filmu było Studio Filmowe TOR, którego dyrektorem jest Krzysztof Zanussi (reżyser i scenarzysta Persona non grata).
- Był jedynym polskim tytułem na 62. MFF w Wenecji.
- Film otrzymał pełnometrażową (ograniczoną) dystrybucję we Włoszech.

## Nagrody
Film otrzymał Nagrodę Jury i nagrodę w kategorii Najlepszy Aktor Drugoplanowy (Nikita Michałkow) na festiwalu w Gdyni. Zdobył również 4 Polskie Nagrody Filmowe w kategoriach: Najlepszy Aktor Drugoplanowy (Jerzy Stuhr), Najlepsza Muzyka, Najlepszy Montaż i Najlepszy Dźwięk. Był do tych nagród także nominowany w kategoriach: Najlepszy Film, Najlepsza Reżyseria, Najlepszy Aktor (Zbigniew Zapasiewicz), Najlepszy Scenariusz, Najlepsze Kostiumy i Najlepsza Scenografia. "Persona non grata" znalazła się również w gronie filmów walczących o Złotego Lwa na festiwalu w Wenecji. Film wygrał Nowojorski Festiwal Filmów Polskich.
Film znalazł się wśród trzech filmów polskich najczęściej nagradzanych w 2005.